# Electric Music for the Mind and Body
Electric Music for the Mind and Body ist das Debütalbum von Country Joe and the Fish aus dem Jahr 1967. Auch heute noch zählt es zu den Wegbereitern des amerikanischen Psychedelic Rock. 
Die Bandbreite der Stimmung reicht von fröhlich bis apokalyptisch, beherrschende Instrumente sind Cohens elektronische Orgel und die elektrischen Gitarren von Melton, McDonald und Cohen.
Politisch befand sich das Album an der Grenze des für Vanguard tolerierbaren. So akzeptierte Vanguard nur mit viel Bedenken den Titel Superbird, eine „Schlag-ins-Gesicht“-Satire für den damaligen US-Präsidenten Lyndon B. Johnson; dagegen bestand Maynard Solomon, der Präsident von Vanguard, darauf, den bereits damals populären Titel I-Feel-Like-I’m-Fixin’-to-Die Rag nicht mit aufzunehmen, sondern einem späteren Album vorzubehalten, um die amerikanischen Radiosender nicht restlos zu vergraulen. Das Album erreichte die amerikanischen Top 40 und wurde von vielen US-amerikanischen Radiosendern gespielt. Dies ermutigte zur Herausgabe des Albums I-Feel-Like-I’m-Fixin’-to-Die, das noch im gleichen Jahr folgte.
Der Titel Grace ist der damaligen Lead-Sängerin von Jefferson Airplane Grace Slick gewidmet.

## Titelliste
1. Flying High  (McDonald) – 2:38
2. Not So Sweet Martha Lorraine  (McDonald) – 4:21
3. Death Sound Blues  (McDonald) – 4:23
4. Happiness Is a Porpoise Mouth  (McDonald) – 2:48
5. Section 43  (McDonald) – 7:23
6. Superbird  (McDonald) – 2:04
7. Sad and Lonely Times  (McDonald) – 2:23
8. Love  (McDonald, Melton, Cohen, Barthol, Gunning, Hirsh) – 2:19
9. Bass Strings  (McDonald) – 4:58
10. The Masked Marauder  (McDonald) – 3:10
11. Grace  (McDonald) – 7:03

## Besetzung
- Country Joe McDonald (Gesang/Gitarre)
- Barry „Fish“ Melton (Gesang/Gitarre)
- David Bennett Cohen (Orgel/Gitarre)
- Bruce Barthol (Bass)
- Gary „Chicken“ Hirsh (Schlagzeug)